# Ai Hirayama
Pas d'image ? Cliquez ici

b Matchs officiels uniquement.
Ai Hirayama (平山 愛, Hirayama Ai) est une joueuse internationale de rugby à XV japonaise née le 7 mai 1992, évoluant au poste d'arrière.

## Biographie
Ai Hirayama naît le 7 mai 1992. En 2022 elle joue pour le club des JSDF. Elle a 4 sélections en équipe nationale quand elle est retenue en septembre 2022 pour disputer sous les couleurs de son pays la Coupe du monde de rugby à XV en Nouvelle-Zélande.